# Athanase Bala
Athanase Bala CSSp (* 2. März 1927 in Nlong; † 3. September 2019 in Yaoundé) war ein kamerunischer Ordensgeistlicher und römisch-katholischer Bischof von Bafia.

## Leben
Athanase Bala trat der Ordensgemeinschaft der Spiritaner bei und empfing am 3. Juli 1955 die Priesterweihe.
Papst Paul VI. ernannte ihn am 31. Mai 1976 zum Koadjutorbischof von Bafia und Titularbischof von Gegi. Der Erzbischof von Yaoundé, Jean Zoa, spendete ihn am 26. September desselben Jahres die Bischofsweihe; Mitkonsekratoren waren Paul Etoga, Bischof von Mbalmayo, und Gilles-Henri-Alexis Barthe, Bischof von Fréjus-Toulon.
Mit dem Rücktritt André Charles Lucien Loucheurs CSSp am 21. Dezember 1977 folgte er diesem als Bischof von Bafia nach. Am 3. Mai 2003 nahm Papst Johannes Paul II. sein altersbedingtes Rücktrittsgesuch an. Er unterrichtete bis zuletzt Französisch, Mathematik und Latein.